# Лусјен Милер
Лусјен Милер-Шмит (фр. Lucien Muller-Schmidt; Бишвилер, 3. септембар 1934) бивши је француски фудбалер и тренер рођен у Бишвилеру који је играо као везни играч.
Био је део Француске на ФИФА-ином светском првенству 1966, али није одиграо ниједан меч.